# Álvaro Leite Siza Vieira
Álvaro Leite Siza Vieira (Porto, 28 de julho de 1962) é um arquiteto português, filho do também arquiteto Álvaro Siza Vieira e de sua mulher Maria Antónia Marinho Leite e primo-irmão de Pedro Siza Vieira. É conhecido por algumas obras emblemáticas, pelas quais recebeu alguns prémios internacionais, como a Casa Fez, onde reside e trabalha, e a Casa Tóló. Além de obras de arquitetura, criou objectos de design e mobiliário e expôs os seus desenhos e pinturas.

## Biografia
Álvaro Leite Siza Vieira nasceu a 28 de Julho de 1962 no Porto, e antes de pensar ser arquiteto, o desenho era já desde tenra idade, uma de suas atividades, com incidência para os movimentos figurativos humanos. Mais tarde materializou estas dinâmicas plásticas em arquitetura, através de abstrações geométricas rigorosas e ordens matemáticas.
Estagiou no atelier do arquiteto Eduardo Souto de Moura em 1992 e licenciou-se em arquitetura pela Faculdade de Arquitectura da Universidade do Porto em 1994. Apesar da sua formação ser ligada à Escola do Porto, desenvolve um caminho autónomo de criação artística inspirado nas pessoas, suas ações e inter-relações.

Discoteca Mantra, em Matosinhos

A sua primeira obra construída foi a Casa Vanzeller, em Afife, Portugal, em 1992. Sucederam-se convites para um conjunto de projetos lúdicos de espaços de interação social e cultural, onde se destacam a Discoteca Estado Novo, em Matosinhos em 1995, o Salão de Festas na Quinta do Eirado, S. Mamede Infesta em 1998 e o bar e restaurante Mantra, em Matosinhos, em 2000, passando por uma fase fractal, no desenvolvimento do café/bar para o programa Polis de Vila do Conde em 2001.
Além da atividade como arquiteto, destacam-se os objetos de design, a Colher de Café xx/xy, em Prata, o Colar Fractal, o Galheteiro e o Candeeiro Fez. De Mobiliário, o Contador de CD’s, o Banco de Palhinha, o Maple Tolo, a Mesa de Baixela e a Cadeira Mies em Corte. Durante este período participou por convite em inúmeras Exposições Internacionais de Arquitetura, Pintura, Mobiliário e Design.

Casa Toló, em Alvite

Entre vários projetos de habitação, projetou em 1998 a Casa Francisco Ramos Pinto em Francelos. Em 1999 iniciou o projecto da Casa Tolo, em Alvite, Portugal, cuja construção finalizou em 2004. Esta obra internacionalizou o seu trabalho com mais expressão tendo sido objeto de estudo de universidades de arquitetura por todo o mundo. Tem inspirado inúmeros professores e alunos, na concepção de pós graduações e mestrados até hoje. É também objecto de inúmeras excursões e visitas vindas de inúmeros países. Foi nomeado para o England International Wallpaper Awards 2007, com o projecto da Casa Tolo. Também para os Russian International Architectural Awards (ARCHIP), com o mesmo trabalho do qual foi vencedor na categoria “Inovation Private Houses”,  e tem sido membro de Júri deste prémio Internacional, desde então.

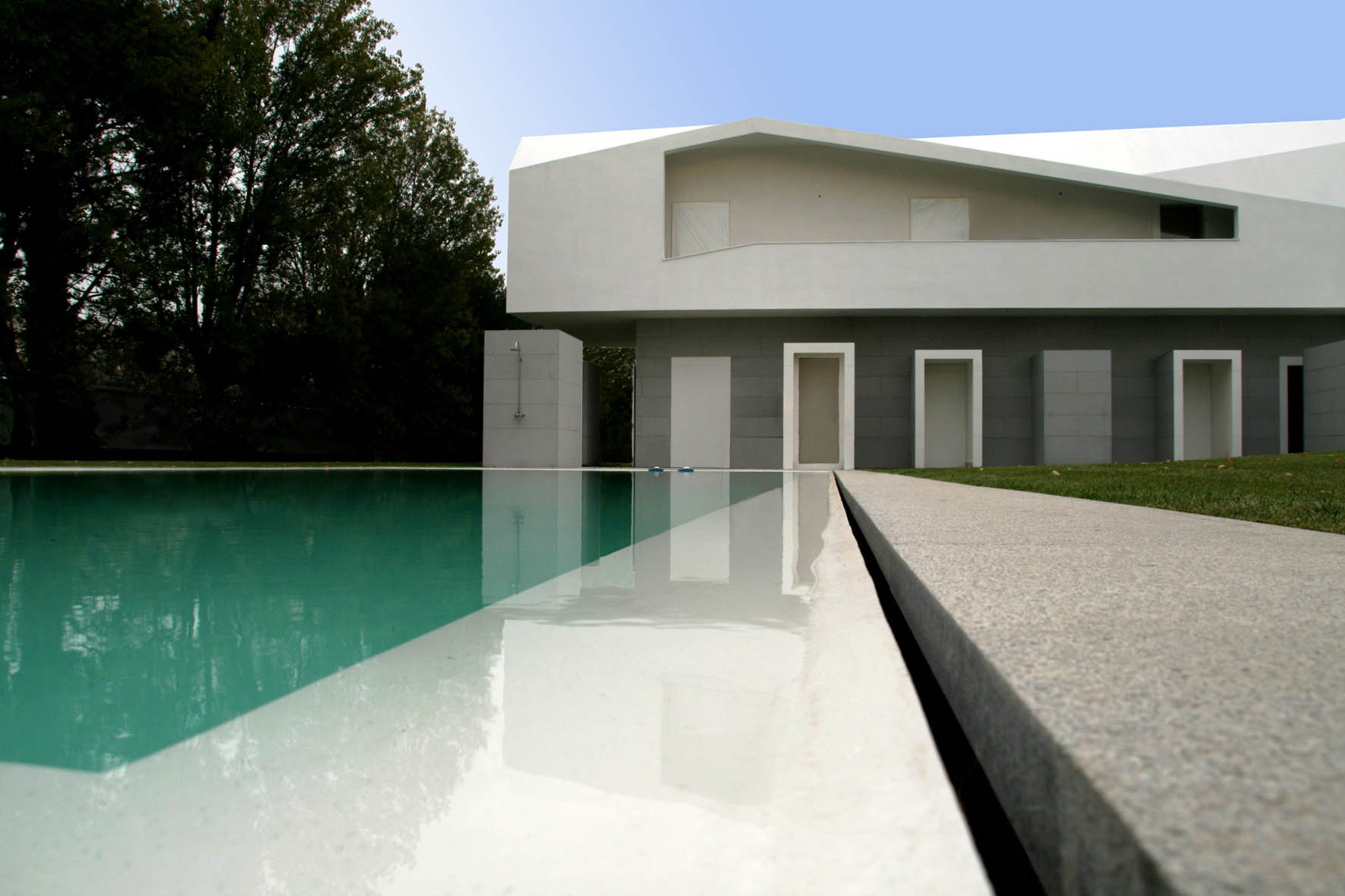
Casa Fez, no Porto

Projecta em 2005 a Casa Fez  na Foz do Douro, Porto.
Em 2001 participou no Concurso Internacional para o New Tomihiro Museum of Shi-Ga, Azuma Vilage, Japão, tendo sido projeto finalista e nos últimos anos tem vindo a desenvolver projetos museológicos de raiz, a convite de algumas câmaras municipais, aguardando verbas para as suas construções, destacando-se em 2003 o Polo Museológico da Fundação Manuel Cargaleiro em Vila Velha de Ródão. O Museu da Água e o Museu do Vinho para a Câmara Municipal do Cartaxo em 2008. O Museu Fez em 2012, um espaço de atividades artísticas multi-disciplinares composto por uma área de exposição permanente de espólios e acervos artísticos da família; área de exposições temporárias com auditório; e área de turismo cultural. A Ginkgo Gallery Contemporary Art, Rua Miguel Bombarda, no Porto em 2014.  
Tem sido convidado para inúmeras publicações, documentários televisivos, conferências internacionais e publicações dos seus trabalhos nas mais importantes revistas de arquitetura.
Recentemente tem vindo a desenvolver outros projetos artísticos multi-disciplinares, editando um livro, “O Corpo como Arquitectura – Desenhos 1973 a 2012”, texto crítico de Bernardo Pinto de Almeida.  

## Projetos/Obras
- Desenho de Álvaro Leite Siza1992 - Casa Vanzeller, Afife

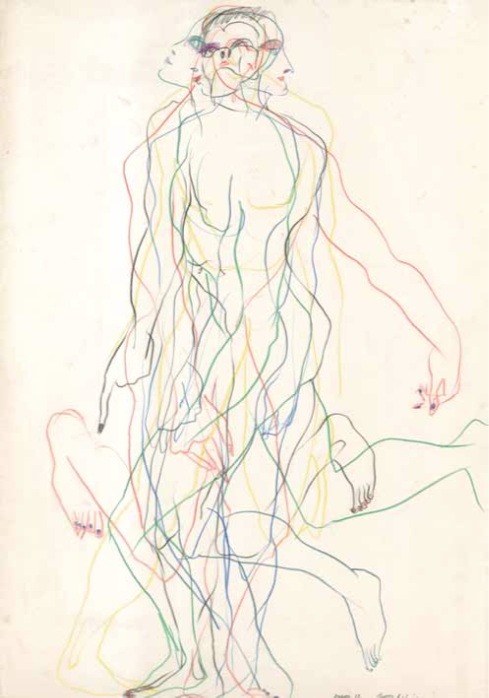
Desenho de Álvaro Leite Siza

- 1996 - Discoteca "Estado Novo", Matosinhos
- 1998 - Cenário Elite Model Look 98, no Coliseu de Lisboa, para RTP
- 1998 - Salão de festas na Quinta do Eirado, S. Mamede Infesta
- 1998 - Discoteca Mantra, Matosinhos
- 1998 - Casa Francisco Ramos Pinto, Francelos, Vila Nova de Gaia
- 1999 - Casa Toló, Mondim de Bastos
- 2001 - Casa Leite Faria, Porto
- 2003 - Polo Museológico da Fundação Manuel Cargaleiro, Quinta da Torre, Vila Velha de Ródão
- 2004 - Complexo Desportivo para o Sport Club do Porto, Porto[31]
- 2005 - Casa Fez, Porto
- 2005 - 11 moradias unifamiliares, “Empreendimento Bom Sucesso”, Óbidos
- 2008 - "Centro Tecnológico e documentação do Vinho e do Desenvolvimento Rural”, Museu do Vinho, Cartaxo
- 2008 - “Centro Cultural e Ambiental, de Memória, de Educação e de Lazer”, Museu da Água, Cartaxo
- 2012 - Centro de Actividades Artísticas e Culturais Multi-disciplinares Fez, Porto
- 2013 - Casa para os Pink Floyd, concurso, finalista
- 2014 - Ginkgo Gallery Contemporary Art, no Porto